# مارسلو لیته پریرا
مارسلو لیته پریرا هافبک اهل برزیل است که در شهر ریودو ژانیرو و در تاریخ ۲۲ ژوئن ۱۹۸۷ به دنیا آمده‌است.
مارسلو لیته پریرا در تیم‌های فوتبال Kalamata سابقهٔ حضور دارد.